# Acridotheres
Acridotheres
Genre
Acridotheres, le Martin, est un genre d'oiseaux proche des Mainates de la famille des Sturnidae.

## Liste des espèces
Selon la classification de référence du Congrès ornithologique international (version 14.1, 2024) :

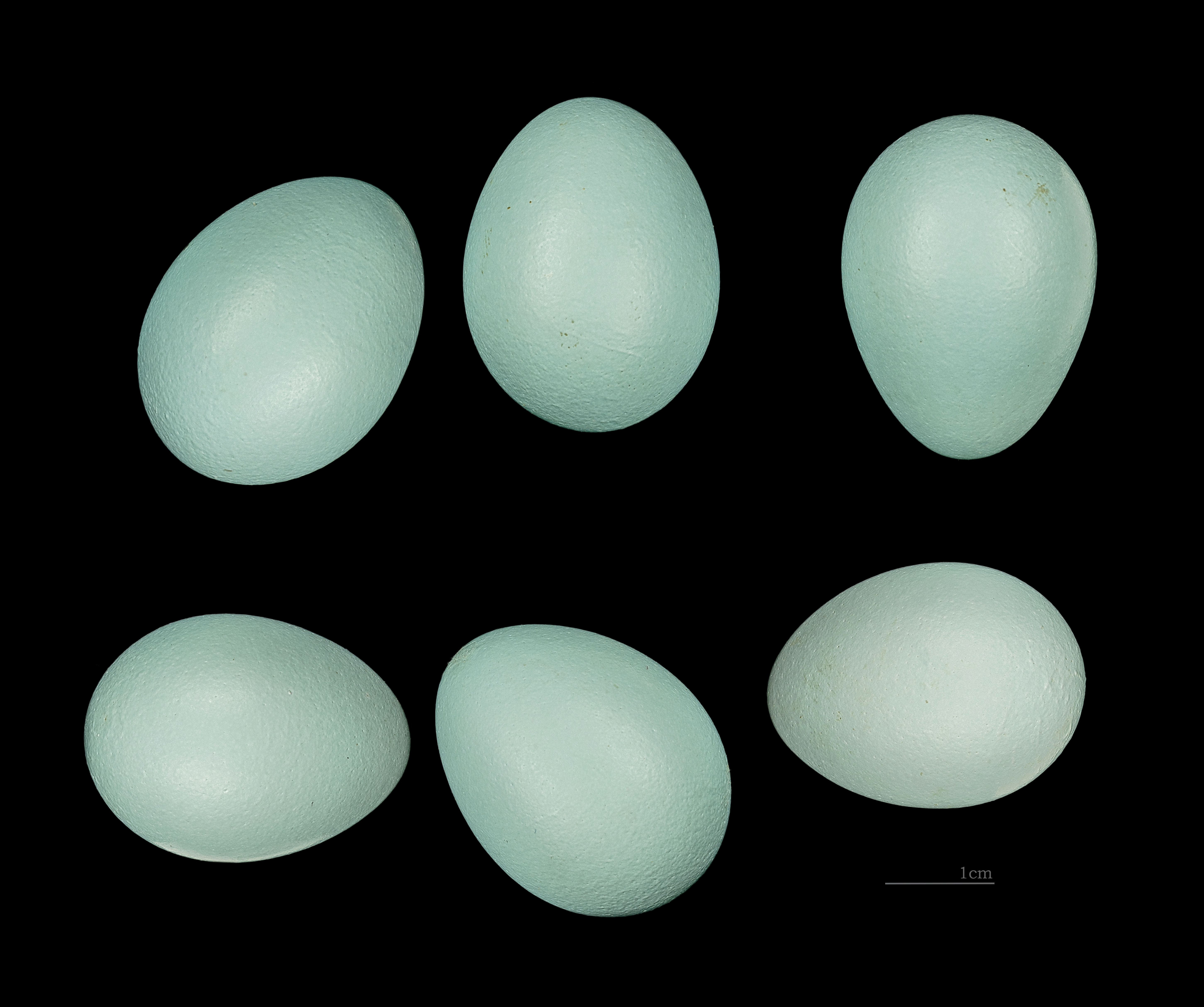
Œufs de Martin triste.

- Acridotheres grandis Moore, F, 1858
- Acridotheres cristatellus (Linnaeus, 1758)
  - sous-espèce Acridotheres cristatellus cristatellus (Linnaeus, 1758)
  - sous-espèce Acridotheres cristatellus brevipennis Hartert, 1910
  - sous-espèce Acridotheres cristatellus formosanus (Hartert, 1912)
- Acridotheres javanicus Cabanis, 1851
- Acridotheres cinereus Bonaparte, 1850
- Acridotheres fuscus (Wagler, 1827)
  - sous-espèce Acridotheres fuscus mahrattensis (Sykes, 1832)
  - sous-espèce Acridotheres fuscus fuscus (Wagler, 1827)
  - sous-espèce Acridotheres fuscus fumidus Ripley, 1950
  - sous-espèce Acridotheres fuscus torquatus Davison, WR, 1892
- Acridotheres albocinctus Godwin-Austen & Walden, 1875
- Acridotheres ginginianus (Latham, 1790)
- Acridotheres tristis (Linnaeus, 1766)
  - sous-espèce Acridotheres tristis tristis (Linnaeus, 1766)
  - sous-espèce Acridotheres tristis melanosternus Legge, 1879
- Acridotheres melanopterus (Daudin, 1800)
  - sous-espèce Acridotheres melanopterus melanopterus (Daudin, 1800)
  - sous-espèce Acridotheres melanopterus tricolor (Horsfield, 1821)
  - sous-espèce Acridotheres melanopterus tertius (Hartert, 1896)
- Acridotheres burmannicus (Jerdon, 1862)
  - sous-espèce Acridotheres burmannicus burmannicus (Jerdon, 1862)
  - sous-espèce Acridotheres burmannicus leucocephalus Salvadori & Giglioli, 1870
- Acridotheres leucocephalus Salvadori, 1870

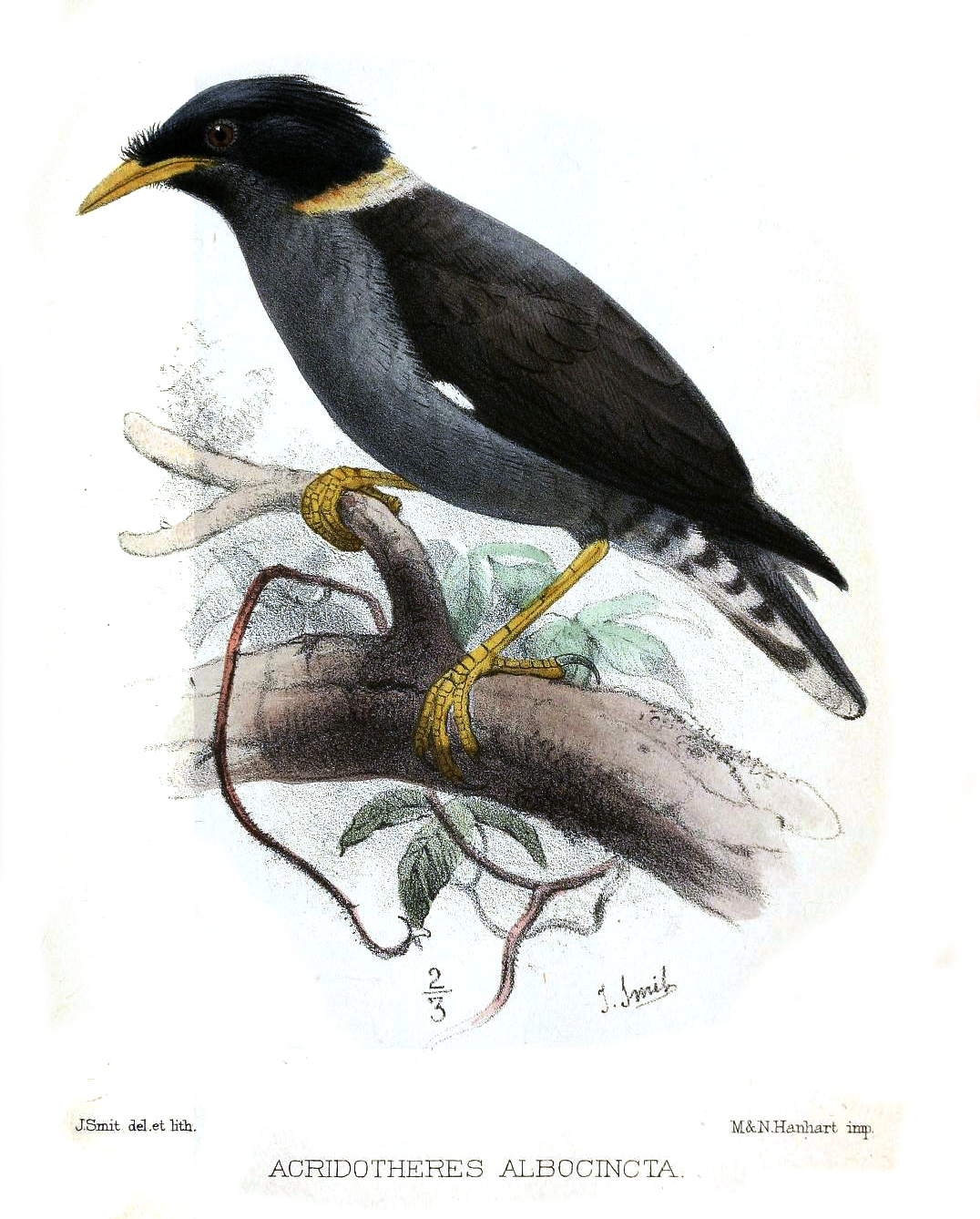
Acridotheres albocinctus
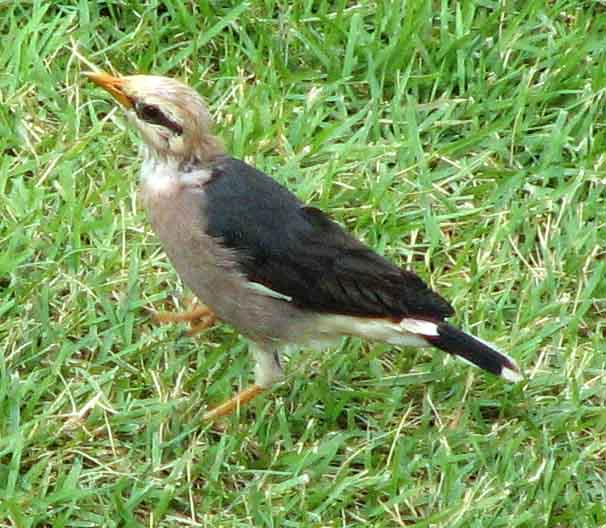
Acridotheres burmannicus
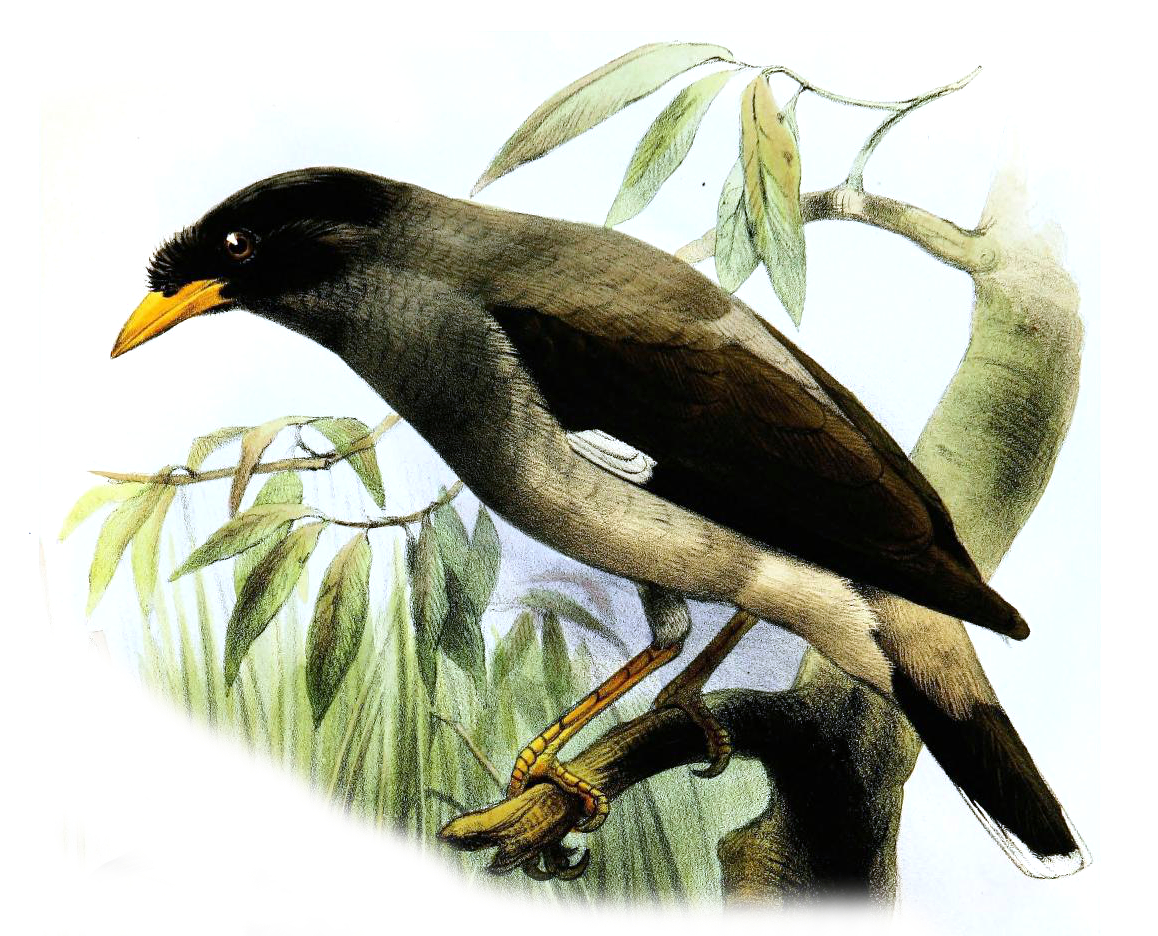
Acridotheres cinereus
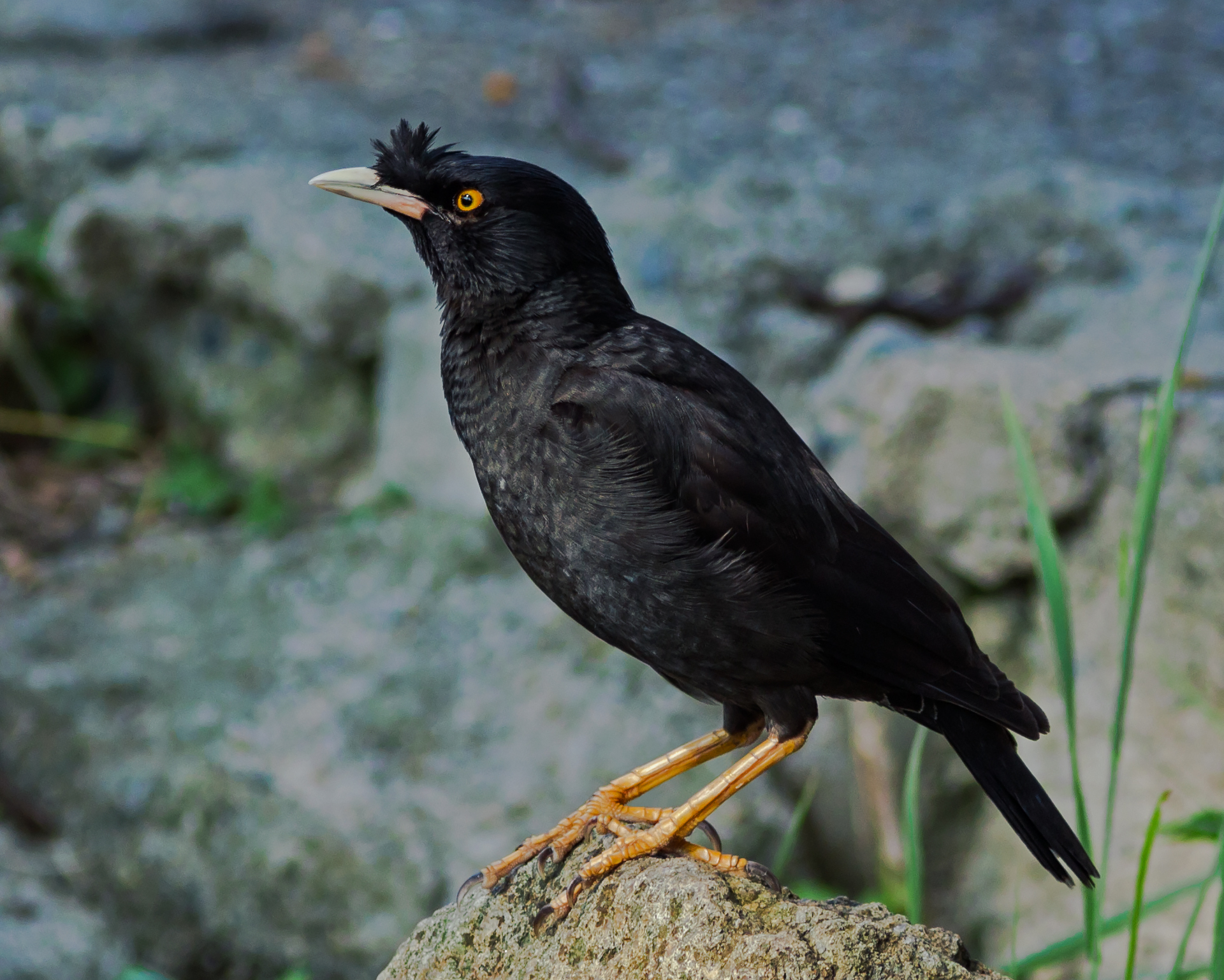
Acridotheres cristatellus
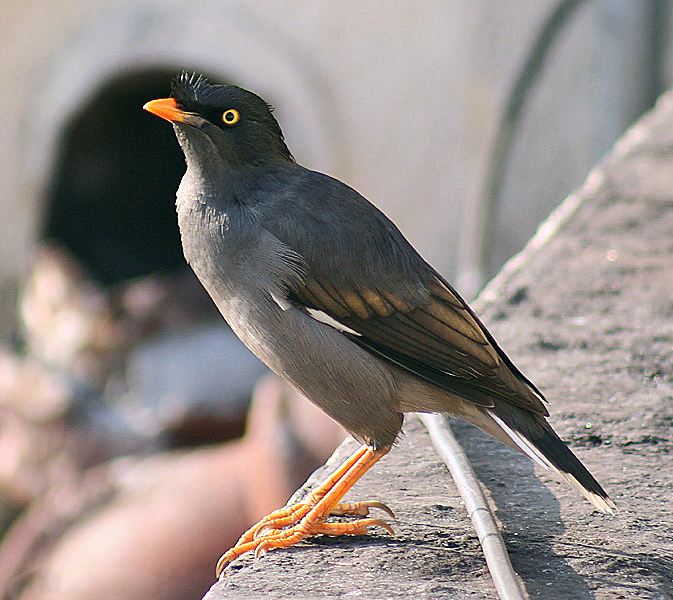
Acridotheres fuscus
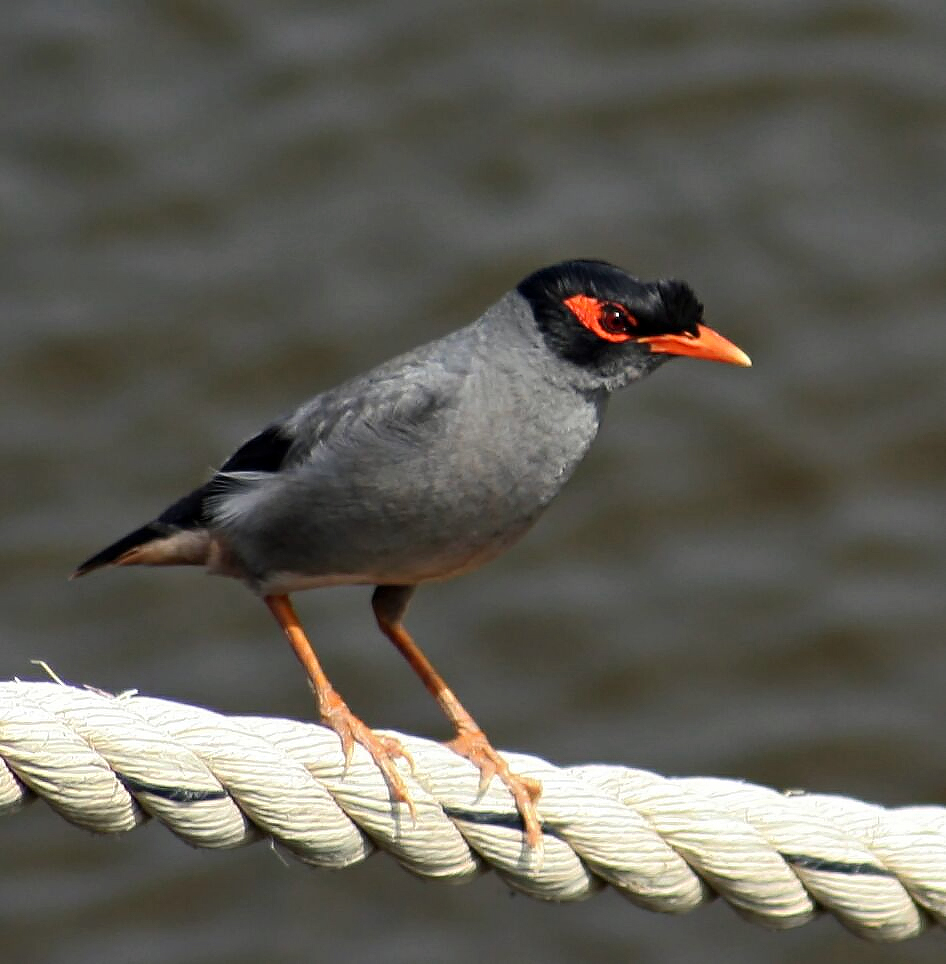
Acridotheres ginginianus
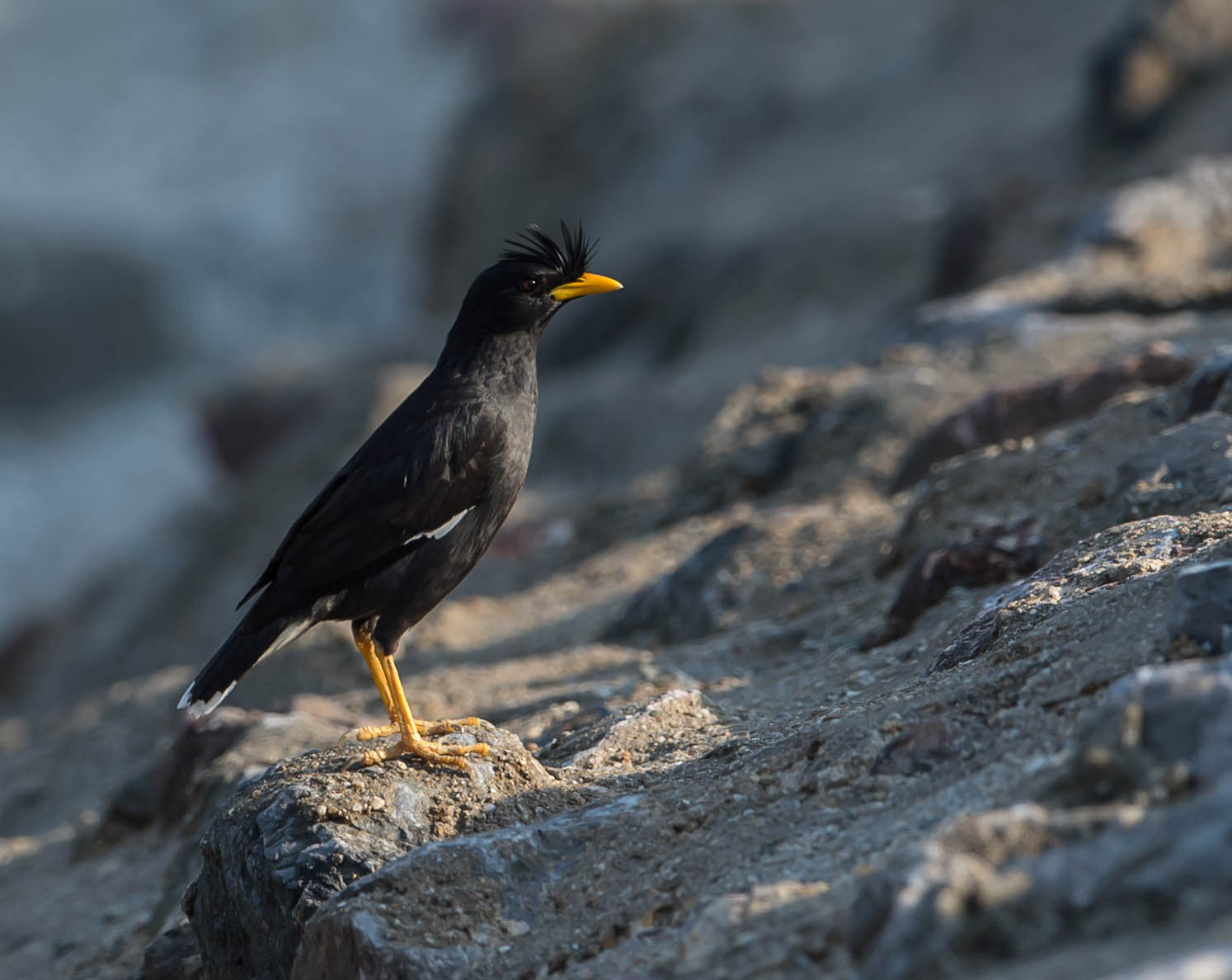
Acridotheres grandis
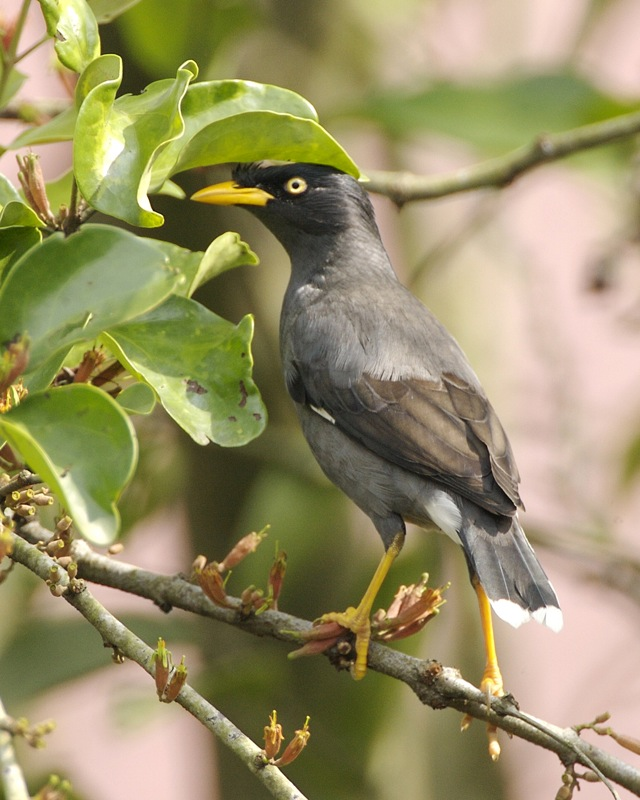
Acridotheres javanicus
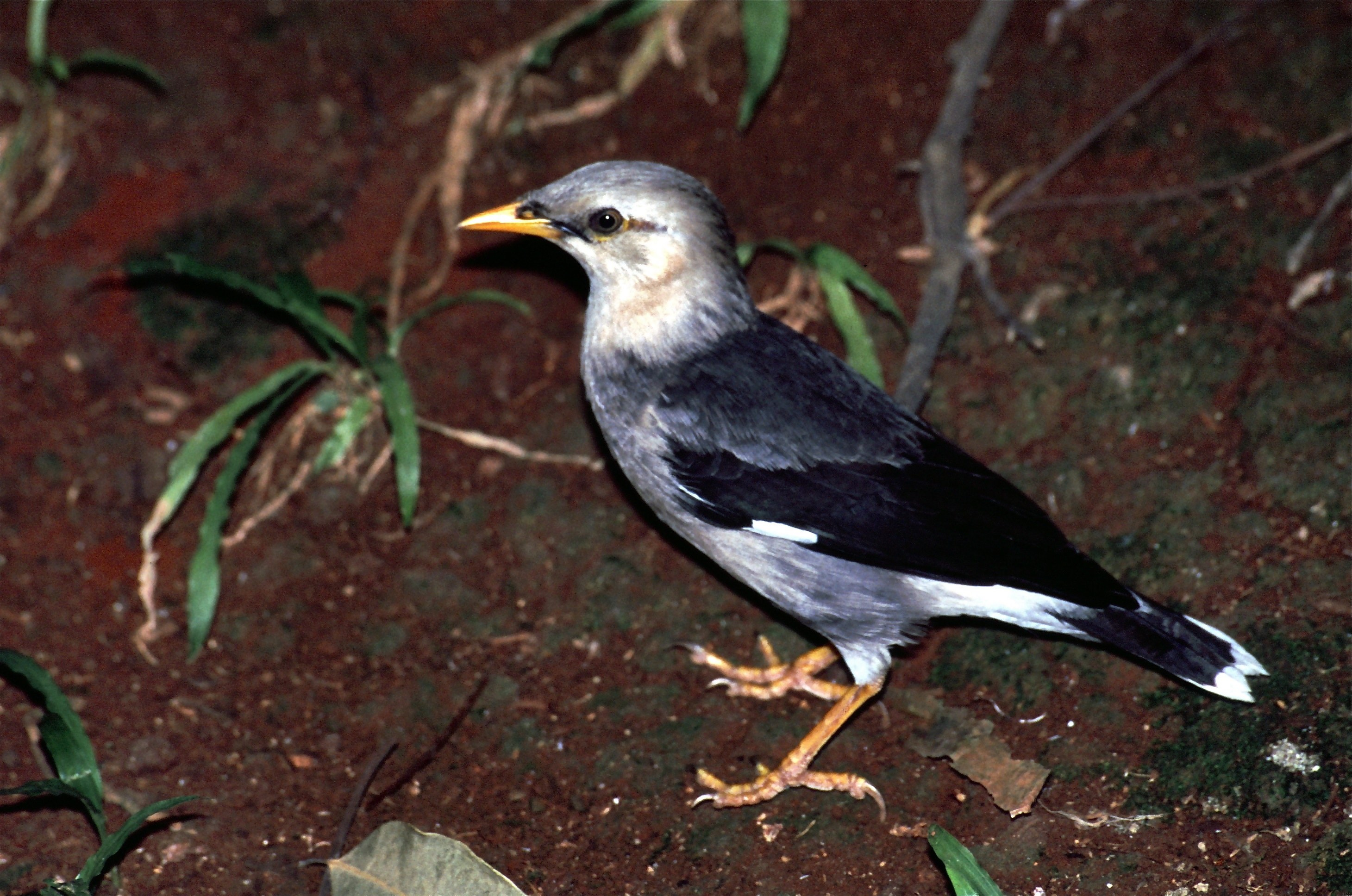
Acridotheres melanopterus
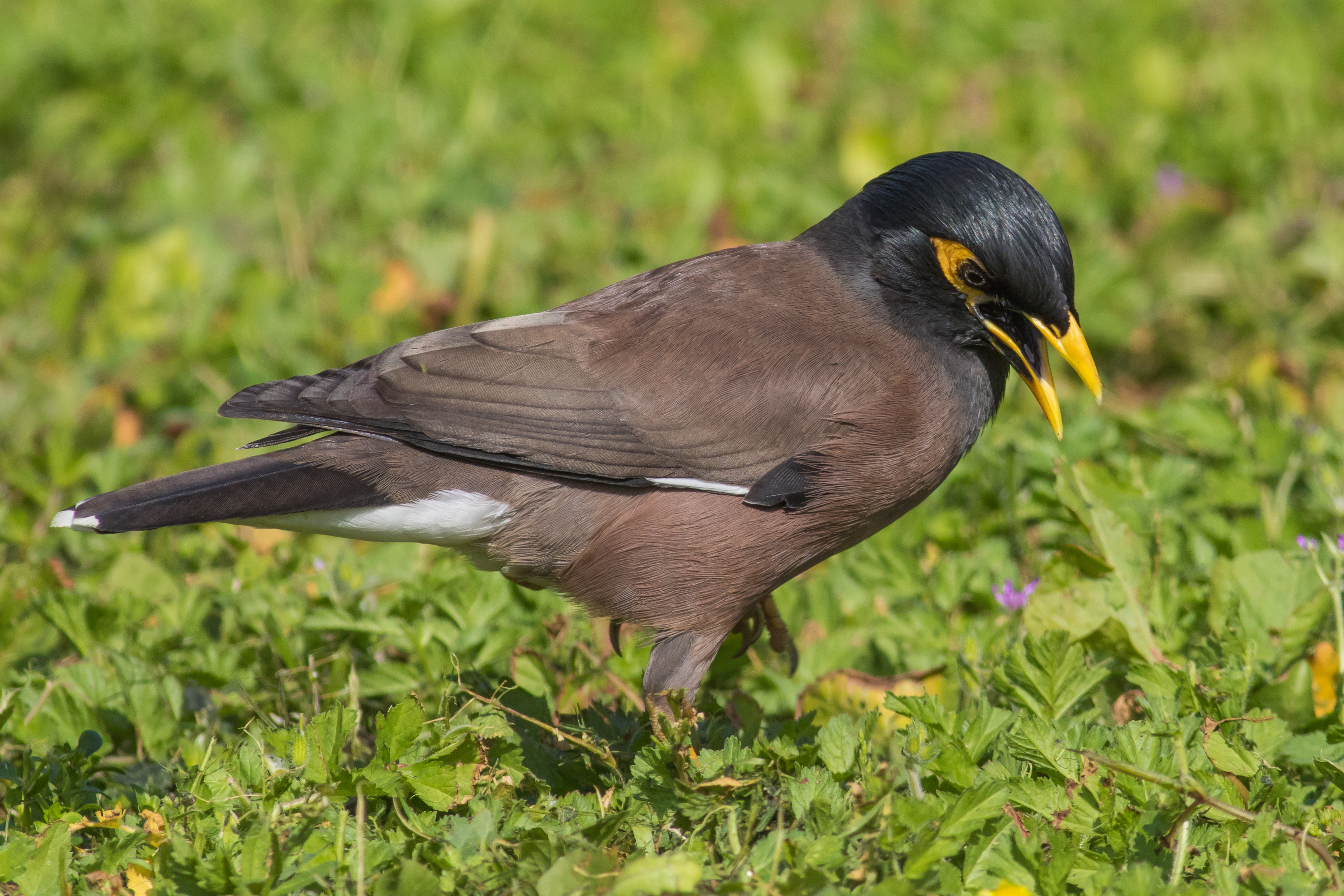
Acridotheres tristis

## Sources
- Langrand O. (1995) Guide des oiseaux de Madagascar. Delachaux & Niestlé, Lausanne, Paris, 415 p.
- Sueur F. (1996) Observations ornithologiques à Madagascar. Alauda, 64 : 435-442.